# ザ・クリエイター/創造者

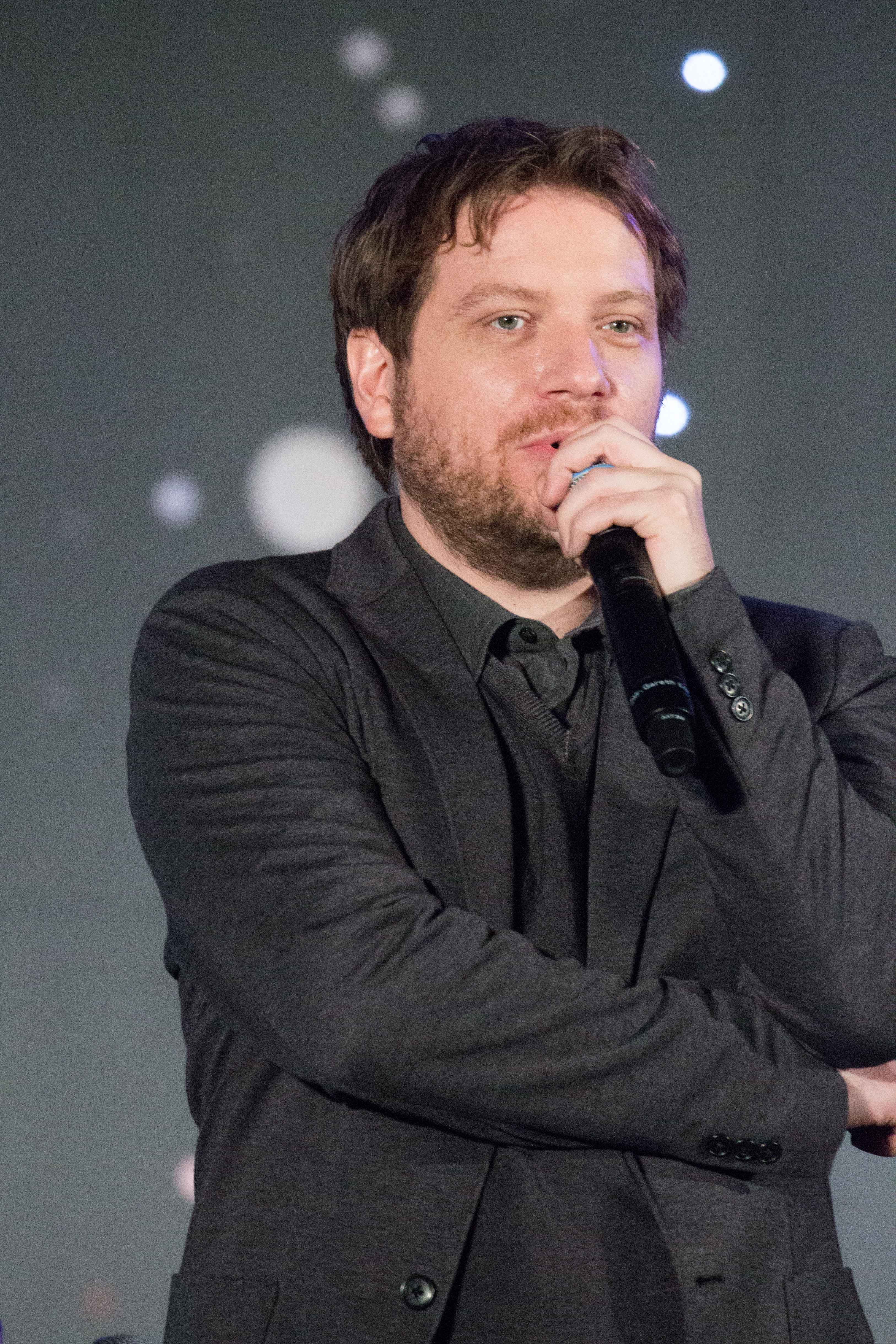
原案、共同での脚本、監督、共同での製作を務めたギャレス・エドワーズ

『ザ・クリエイター/創造者』（ - そうぞうしゃ、英語: The Creator）は、2023年のアメリカ合衆国のSFアクションスリラー映画。ギャレス・エドワーズ原案・共同脚本・監督・共同製作。出演はジョン・デヴィッド・ワシントン、ジェンマ・チャン、渡辺謙、スタージル・シンプソン、マデリン・ユナ・ヴォイルズ、アリソン・ジャネイなど。近未来を舞台に、人類とAIが繰り広げるバトルを描いている。
アメリカ本国では20世紀スタジオの配給で2023年9月29日に、日本国内ではウォルト・ディズニー・ジャパンの配給で同年10月20日にそれぞれ公開された。

## ストーリー
人類と人工知能による戦争が勃発する中、妻の失踪を悲しむ元特殊部隊のベテラン隊員ジョシュアは、戦争と人類そのものを終わらせる力を持つ謎の兵器を開発し、行方の掴めない高度AIの設計者“ザ・クリエイター”を追い詰め殺すために雇われることになる。ジョシュア率いるチームはAIが占領する地域へと旅立つが、そこには幼い子供の姿をしたAI、アルフィーがいた。

## キャスト
ジョシュア・テイラー
演 - ジョン・デヴィッド・ワシントン、日本語吹替 - 田村真
元特殊部隊隊員。
アルファ-O / アルフィー
演 - マデリン・ユナ・ヴォイルズ、日本語吹替 - 堀越麗禾
幼い人間の子供の姿をしたAI。
マヤ・フェイ＝テイラー
演 - ジェンマ・チャン、日本語吹替 - 恒松あゆみ
ジョシュアの妻。
ハウエル大佐
演 - アリソン・ジャネイ、日本語吹替 - 小宮和枝
米軍大佐。
ハルン
演 - 渡辺謙、日本語吹替 - 森川智之
ニューアジアのAIの兵士。
ドリュー
演 - スタージル・シンプソン、日本語吹替 - 江頭宏哉
ジョシュアの親友。
オムニ / ブイ軍曹
演 - アマル・チャーダ＝パテル、日本語吹替 - 高橋英則
マクブライド
演 - マーク・メンチャカ、日本語吹替 - 西凜太朗
米軍兵士。
シップリー
演 - ロビー・タン、日本語吹替 - 前田雄
アンドリュース
演 - ラルフ・アイネソン、日本語吹替 - 玄田哲章
コットン
演 - マイケル・エスパー、日本語吹替 - 佐々木義人
カミ
演 - ヴェロニカ・ンゴー、日本語吹替 - 馬場蘭子
セクオン
演 - アマル・チャーダ＝パテル、日本語吹替 - 佐藤晴男
ハリソン
演 - マッケンジー・ランシング、日本語吹替 - 遠藤愛里

## 製作

### 企画開発
2020年2月、ギャレス・エドワーズは、『ローグ・ワン』（2016年）の共同プロデューサーを務めていたキリ・ハートがプロデューサーに就任した、ニュー・リージェンシー製作のタイトル未定のSFプロジェクトに招聘され、脚本と監督を担当する旨の契約にサインした。

### キャスティング
2021年5月、本作の主演にジョン・デヴィッド・ワシントンが起用されることが発表され、『True Love』というワーキングタイトルであることが明らかにされた。同年6月、ジェンマ・チャンとダニー・マクブライド、ベネディクト・ウォンが出演交渉に入った。
2022年1月にチャンとウォンがこの映画に関わることが確認され、アリソン・ジャネイやスタージル・シンプソン、Marc Menchacaがキャスト陣に名を連ねた。シンプソンは、スケジュールの都合で本作から離脱したマクブライドの後任であると報じられた。2022年2月、同じくスケジュールの都合で降板したウォンの代わりに渡辺謙がキャストに加わった（渡辺は2014年の映画『GODZILLA ゴジラ』で、エドワーズと仕事をしたことがある。）。

### 撮影
撮影は2022年1月17日にタイで始まり、グリーグ・フレイザーとオレン・ソファーが撮影監督を務めた。主要撮影は2022年5月30日に終了し、タイのほかにベトナム、東京都の渋谷区・新宿区でも撮影された。

### ポストプロダクション
視覚効果はインダストリアル・ライト&マジックが担当する。

## マーケティング
2023年4月26日に開催されたシネマコンで本作のファーストルックが公開され、Deadline HollywoodのAnthony D'Alessandroは「ブレードランナーが子供の遊びに見える」とプロダクションデザインを賞賛した。また、タイトルを『True Love』から『The Creator』に変更したことも発表された。その他、TheInSneiderのJeff Sneiderは「人間味溢れるSF大作だ...そういう意味で『第9地区』を思い出した」と反応した。

## 公開
本作は2023年9月29日に通常の劇場とIMAXの両方で公開される予定である。当初は2023年10月6日に公開される予定だったが、シネマコンで公開日の前倒しが発表された。
日本では当初アメリカと同じ2023年9月29日の劇場公開を予定していたが、公開日時を同年10月20日に変更することを同年7月27日に発表した。
また、当初『ザ・クリエイター／創世者』という邦題で発表されていたが、後に『ザ・クリエイター／創造者』へ変更された。
公開当時は俳優組合のSAG-AFTRAがストライキを実施していたため、同組合に所属している出演者らが本作品のプロモーション活動を行うことが出来ない事態になった。2023年11月8日に同組合が製作会社側と暫定合意に達し、ストライキが終結したことから、出演者がSNSなどで改めて本作品の告知を行った。

## ホームメディア
日本国内でのソフトレンタル・販売についてはデジタル配信が先行する形で2023年12月5日からセル配信の販売を開始した。レンタル形式でのデジタル配信は2024年1月24日、ディスクによる販売は同年2月7日からそれぞれ開始する予定。
定額制動画配信サービスではDisney+にて2024年1月10日から配信を開始した。

## 評価
Rotten Tomatoesによれば、320件の評論のうち高評価は68%にあたる216件で、批評家の一致した見解は「視覚的に素晴らしく、壮大で周到なアクション・シーンが満載の『ザ・クリエイター/創造者』は、時代を反映し、役者の演技が優れているSF作品で、内容はほとんどないものの、その瞬間を楽しむには十分である。」となっている。Metacriticによれば、54件の評論のうち、高評価は36件、賛否混在は16件、低評価は2件で、平均点は100点満点中63点となっている。